# Erzbistum München und Freising
Das Erzbistum München und Freising (lateinisch Archidioecesis Monacensis et Frisingensis) ist eine römisch-katholische Erzdiözese im Süden Bayerns mit Sitz in München. Sie liegt fast vollständig in Oberbayern und umfasst auch die räumlich vom Kerngebiet getrennte Exklave Kloster Schlehdorf.
Der Erzbischof von München und Freising ist Metropolit der Kirchenprovinz München und Freising mit den Suffraganbistümern Augsburg, Regensburg und Passau. Insgesamt umfasst das Gebiet der Erzdiözese rund 12.000 Quadratkilometer.
Der Anteil der Katholiken an der Gesamtbevölkerung von etwa 3,9 Millionen Menschen auf dem Territorium des Erzbistums lag zum 31. Dezember 2022 bei fast 39 %.

## Geschichte

### Gründung und Anfänge

Wappen des Erzbistums München und Freising (mit Freisinger Mohr)

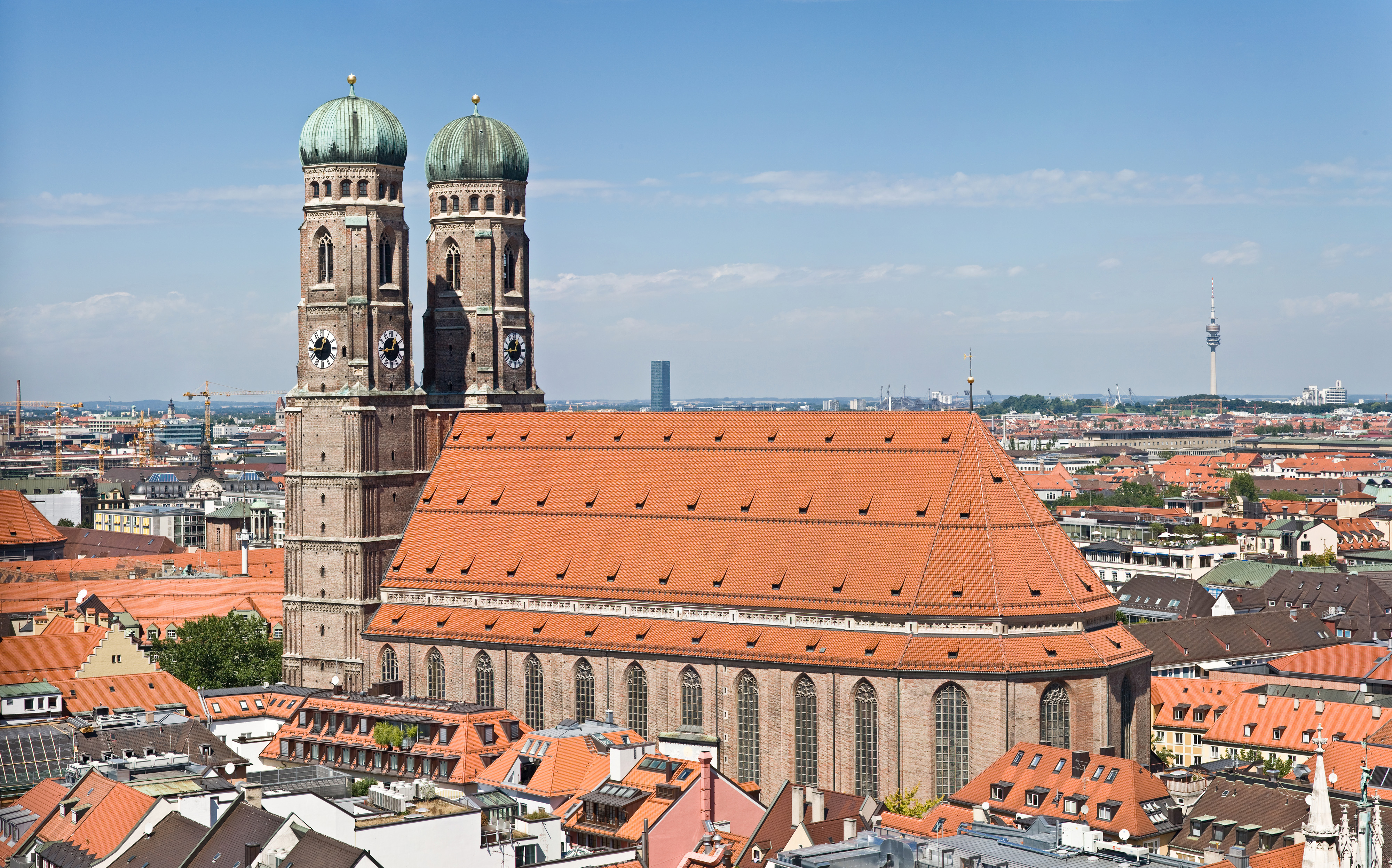
Die Frauenkirche zu München

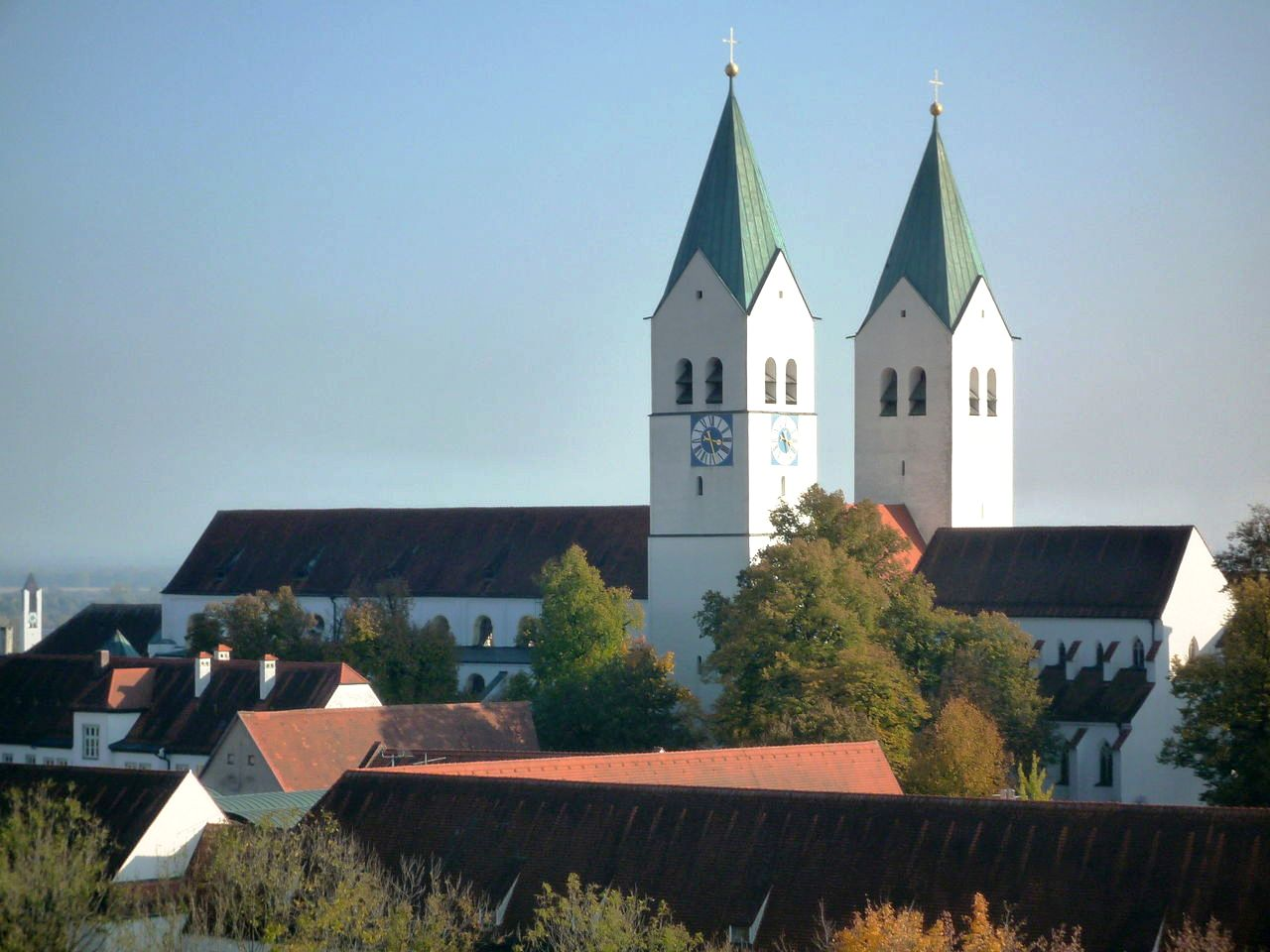
Dom St. Maria und St. Korbinian zu Freising

Wappen des Erzbischofs Reinhard Kardinal Marx (seit der Kardinalserhebung) – mit Freisinger Mohr

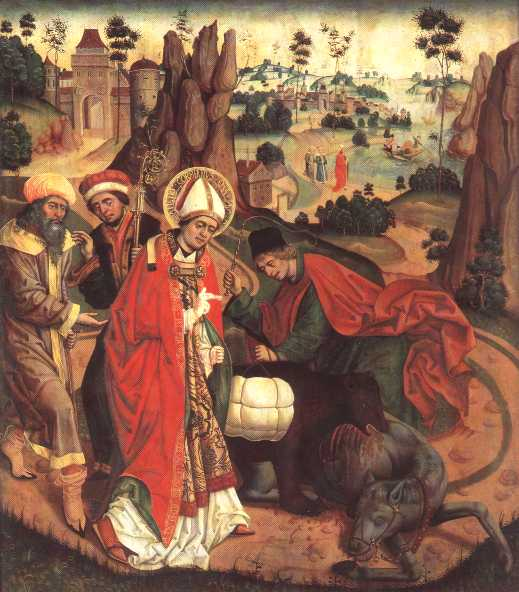
Das Bärenwunder – Der hl. Korbinian von Freising als Bischof bei seiner Überquerung der Alpen auf dem Weg nach Rom im Jahre 710, Jan Polack, Öl auf Nadelholz, 1489

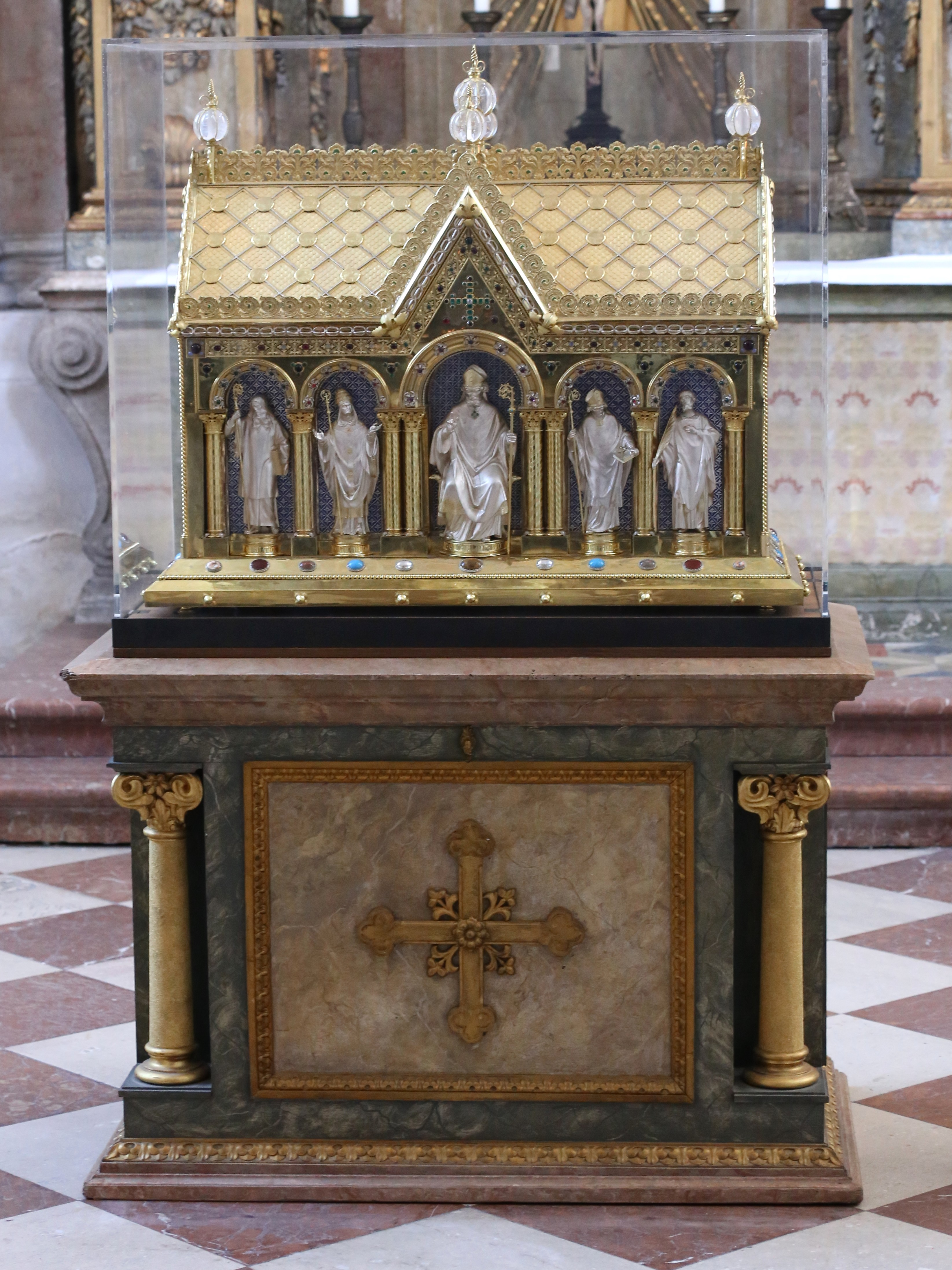
Schrein des hl. Korbinian

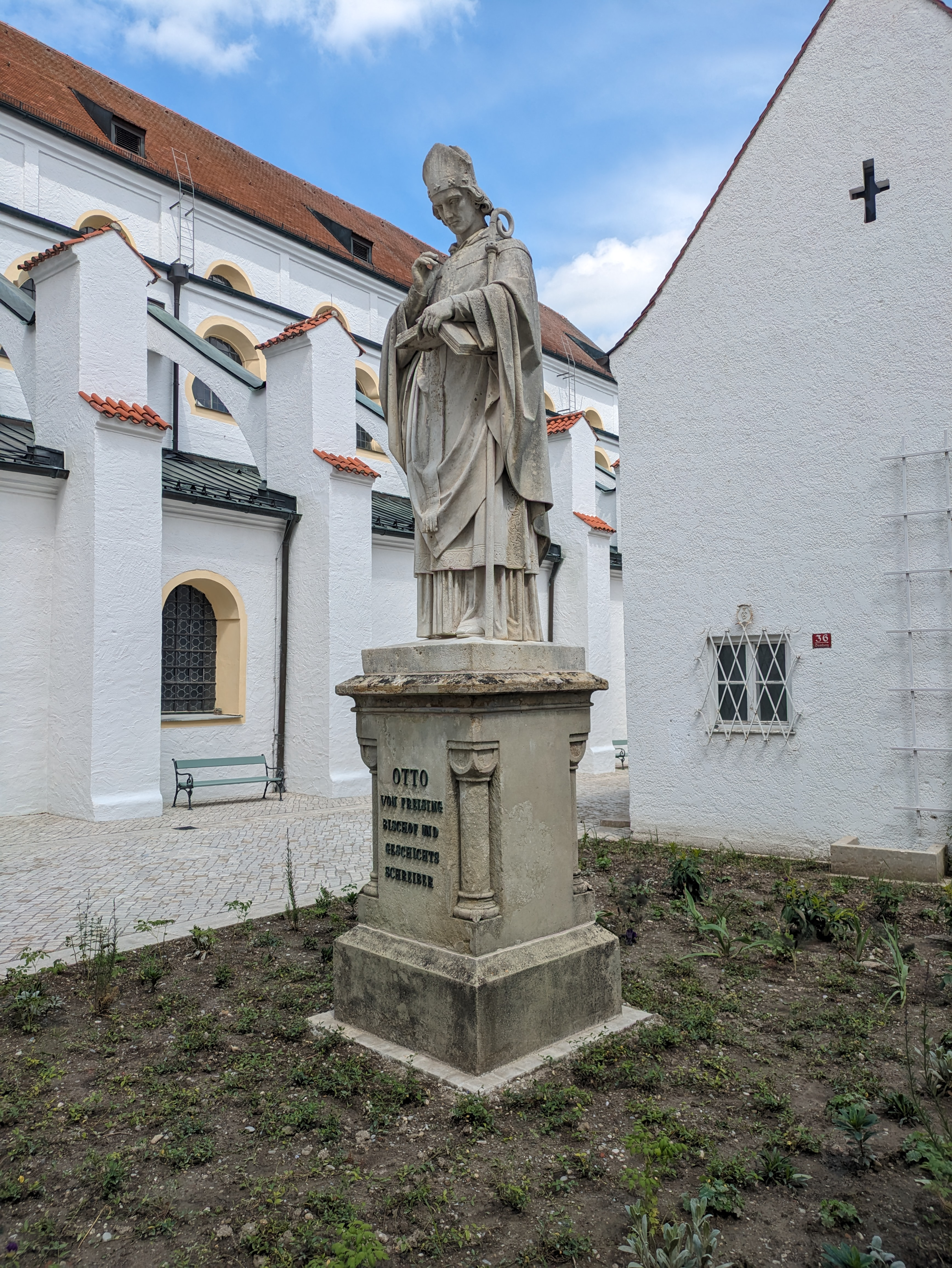
Denkmal für Otto von Freising auf dem Freisinger Domberg von Caspar von Zumbusch

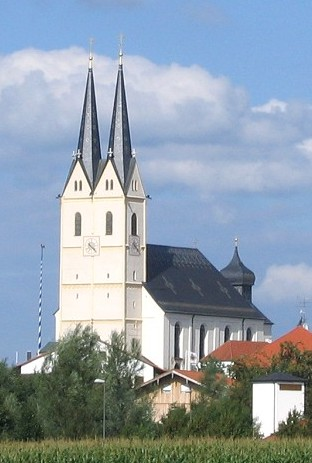
Wallfahrtskirche Tuntenhausen

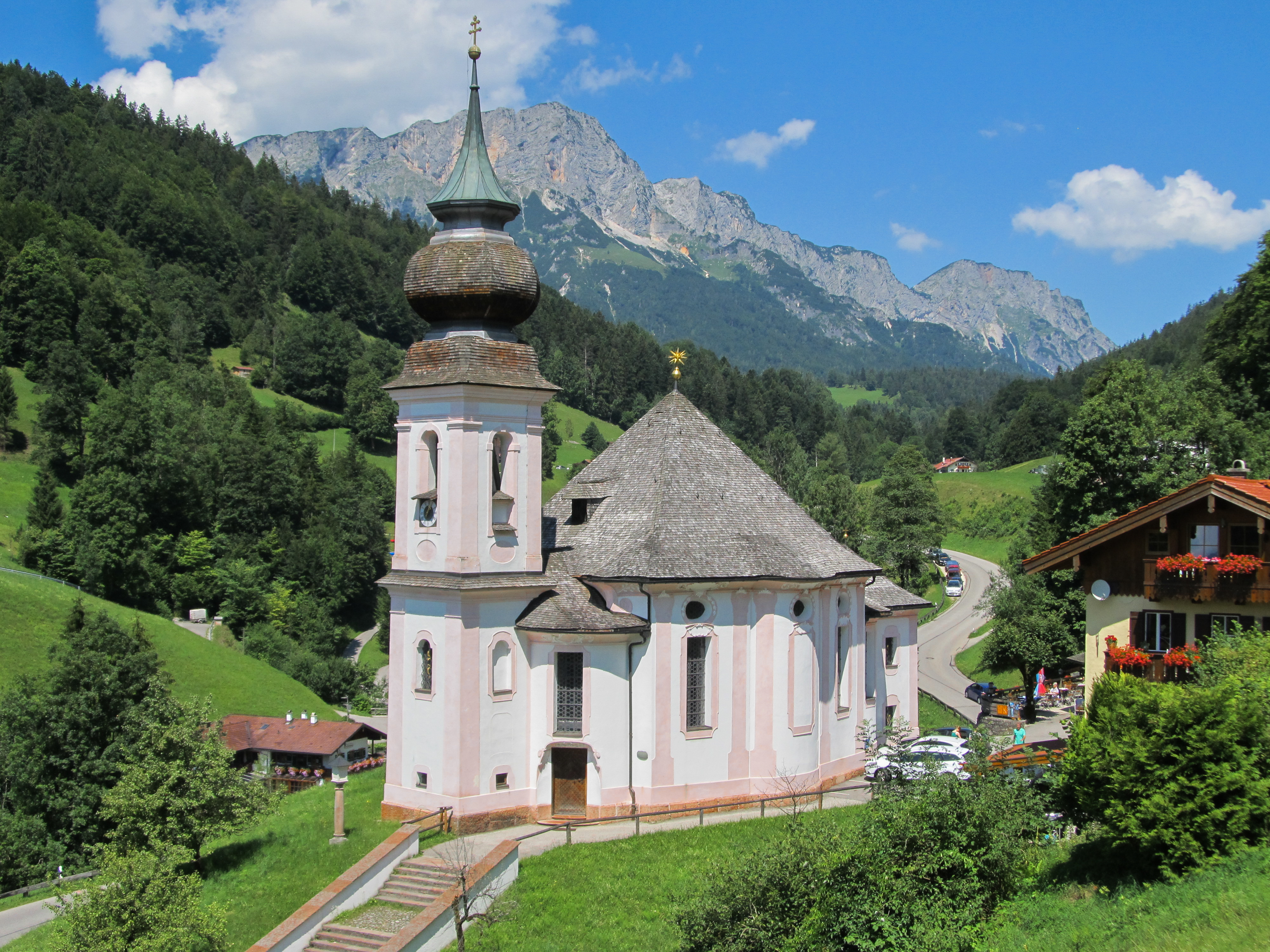
Wallfahrtskirche Maria Gern, im Hintergrund der Berchtesgadener Hochthron

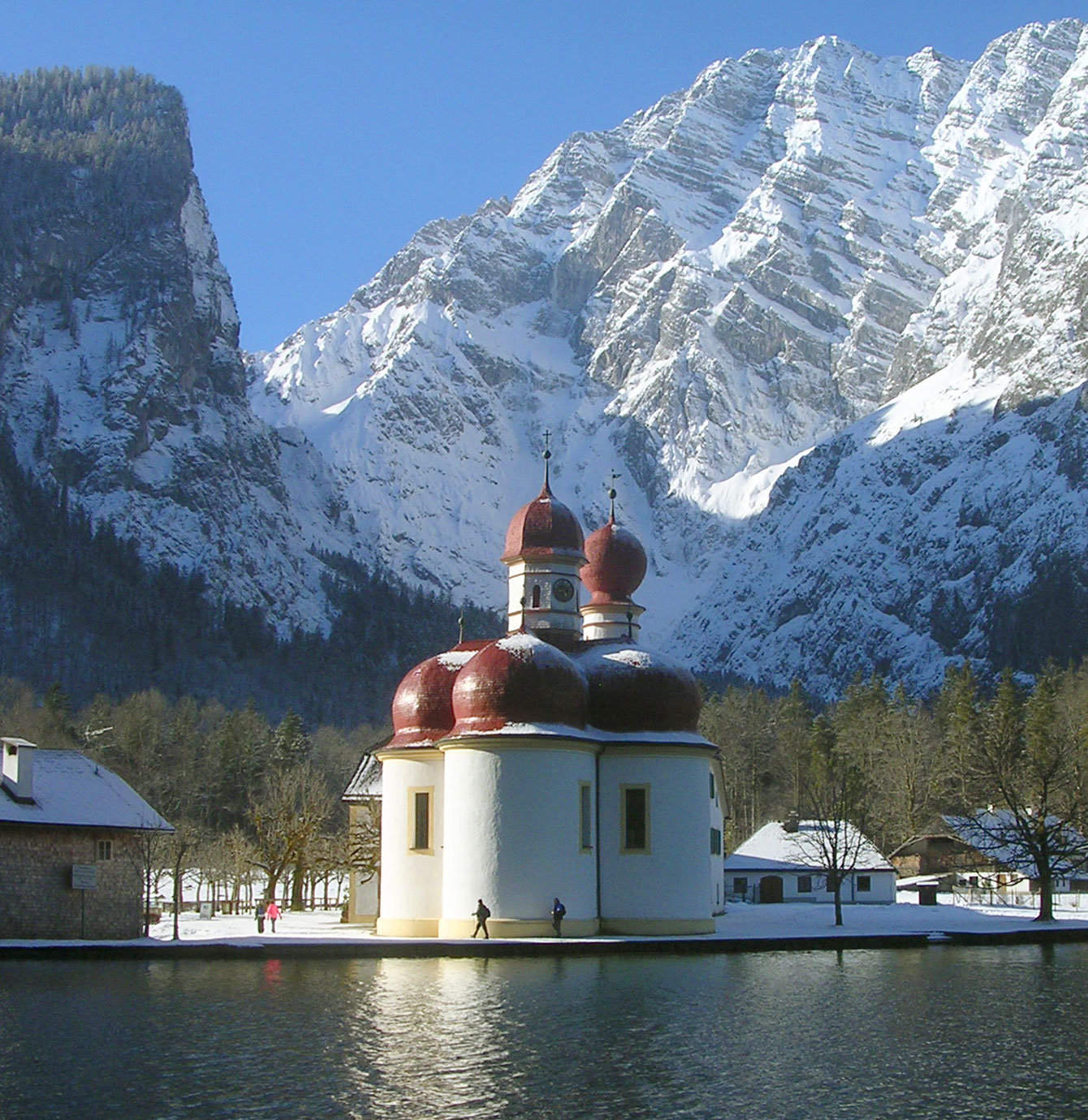
St. Bartholomä am Königssee vor dem Watzmann

Im Gebiet des heutigen Oberbayern war das Christentum bereits seit der Römerzeit bekannt und in Siedlungen heimisch.
Iroschottische Wandermönche missionierten hier bereits im 6. Jahrhundert. Die ebenfalls im 6. Jahrhundert im Zuge der Völkerwanderung einwandernden Baiern waren ebenfalls bereits Christen (wahrscheinlich allerdings arianisch).
Das herrschende Geschlecht der Agilolfinger, das mit Sicherheit schon dem Christentum anhing, bemühte sich auch zur Festigung seiner Herrschaft um eine Strukturierung und Festigung des kirchlichen Lebens in ihrem Herrschaftsgebiet. Herzog Grimoald II. rief dazu um ca. 720 den fränkischen Bischof Korbinian aus dem Gebiet von Arpajon bei Paris an seinen Hof in Freising. Er errichtete auch bereits zum Eintreffen des Bischofs eine erste Domkirche neben seiner herzoglichen Pfalz auf dem Freisinger Domberg.
Korbinian kam mit dem Herzog in Konflikt, da er dessen Ehe als unrechtmäßig bezeichnete. Er musste für kurze Zeit nach Meran in Südtirol fliehen, kehrte aber um 725 nach dem Tod Grimoald II. wieder zurück und widmete sich dem Aufbau einer Diözese in Freising. Nach seinem Tod um 730 führte diese Vorarbeit dazu, dass Bonifatius diese im Auftrag von Papst Gregor III. im Jahr 739 zusammen mit den Bistümern Salzburg, Regensburg und Passau kanonisch errichten konnte.
Ab dem 20. April 798 gehörte Freising als Suffraganbistum zur Kirchenprovinz des zum Erzbistum erhobenen Bistums Salzburg.
Das Bistum Freising erreichte sehr schnell eine hohe kulturelle Blüte. Schon Bischof Arbeo von Freising (764–783) konzentrierte auf dem Domberg Wissenschaft und Kultur und machte Freising so zum kulturellen Zentrum Altbayerns. Die Ansiedlung zahlreicher Klöster wie Tegernsee und Benediktbeuern (zunächst als „Puron“) förderte Seelsorge und christliche Kultur weiter.
Unmittelbar nach Gründung begann auch bereits eine intensive Missionsarbeit im Bereich der ostalpenländischen Slawen, was zur Gründung von Missionsstationen und Filialen in Innichen (783), Kärnten und Krain bis nach Bischoflack in Slowenien (973) führte.

### Mittelalter und Zeit des Hochstifts
Mit den Ungarnkämpfen im 10. Jahrhundert begann für das Bistum eine schwere Zeit im Mittelalter. Dem vom Volk sehr verehrten Bischof Lantpert von Freising (937–957) wird die Rettung des Domberges durch ein Nebelwunder vor den einfallenden Ungarn zugeschrieben. Nach der Abwehr der Ungarngefahr wurde die Arbeit in Seelsorge und Mission wieder ausgeweitet. Durch eine Verbesserung der Klerikerausbildung wurde auch die wissenschaftliche Bildung im Bistum wieder deutlich angehoben.
Im Investiturstreit kam es zu erheblichen Spannungen zwischen Kaiser und Bischof. Zeitweise gab es neben dem Bischof auch einen Gegenbischof. Zu neuer Blüte aber kam das Bistum unter Bischof Otto von Freising (1138–1158), der unter Kaiser Friedrich Barbarossa als der bedeutendste Geschichtsschreiber seiner Zeit galt.
Durch die Erhebung zum Fürstbistum wurde das Bistum als Hochstift Freising ab 1294 auch weltlich souverän. In diese Zeit fällt auch die Erweiterung des Gebietes um die Grafschaft Werdenfels. Die Konradinische Matrikel ist eine genaue Diözesanbeschreibung aus dieser Zeit, die unter dem Freisinger Fürstbischof Konrad III. dem Sendlinger 1316 fertiggestellt wurde.

### Reformationszeit und Säkularisation
Die Reformation konnte im Gebiet des Bistums Freising mit temporärer Ausnahme der Grafschaft Haag nicht Fuß fassen. Die Kirchenreformen des Konzils von Trient (1545–1563) aber wurden erst ab 1618 unter Bischof Veit Adam nach und nach umgesetzt. Rückschläge für das Bistum ergaben sich auch durch Kriegswirren im Dreißigjährigen Krieg. Im Zuge des Barock erlebte aber ganz Oberbayern danach eine weitere kulturelle Blüte. In diese Zeit fällt auch die Ausstattung des Freisinger Doms durch die Brüder Asam.
Ein dunkles Kapitel dieser Zeit sind die Kinderhexenprozesse in Freising von 1715 bis 1723, in deren Verlauf mehrere Betteljungen und Bettlerinnen hingerichtet wurden.
Mit der Säkularisation ab 1803 endete auch das Hochstift Freising. Als im selben Jahr Bischof Joseph Konrad von Schroffenberg-Mös starb, blieb der Bischofsstuhl 18 Jahre lang unbesetzt.

### Begründung des Erzbistums
Aufgrund des Bayerischen Konkordats wurde 1817 das Erzbistum von München und Freising errichtet. Durch die Zirkumskriptionsbulle Dei ac Domini Nostri Jesu Christi von Papst Pius VII. wurde 1818/21 das Gebiet neu umschrieben. Zum Gebiet des alten Hochstifts Freising kamen Territorien des 1808 aufgehobenen Bistums Chiemsee, die in Bayern liegenden Gebiete des Bistums Salzburg (Rupertiwinkel) sowie die ehemalige Fürstpropstei Berchtesgaden. Wegen der neuen Landesgrenzen kamen im Gegenzug die alten Gebiete des Hochstifts Freising auf Tiroler Gebiet zu den Bistümern Brixen und Salzburg.
Sitz des so neugeschaffenen Erzbistums war nunmehr München. Die Münchner Frauenkirche (Dom zu Unserer Lieben Frau) wurde zur Kathedrale. Wohn- und Dienstsitz des Erzbischofs ist das Palais Holnstein in München. Bis auf wenige Ausnahmen aber fanden sowohl das Korbiniansfest als auch die Priesterweihen weiterhin stets in der alten Freisinger Domkirche statt. 1981 wurde daher der Freisinger Dom zur Konkathedrale des Erzbistums erhoben.
Die ehemalige Fürstbischöfliche Residenz auf dem Freisinger Domberg wurde dem Erzbistum 1826 von König Ludwig I. (1825–1848) zur Einrichtung eines Priesterseminars, eines Lyzeums und des Diözesanknabenseminars überlassen. Ab 1850 wurde Freising auch Sitz der Freisinger Bischofskonferenz.
Unter dem ersten Erzbischof Lothar Anselm von Gebsattel (1821–1846) wurden zur Ergänzung dieser Konsolidierung der kirchlichen Strukturen in der neuen Erzdiözese mit Hilfe von König Ludwig I. auch zahlreiche säkularisierte Klöster wiedererrichtet. Wie von Gebsattel konzentrierte sich auch Erzbischof Gregor von Scherr (1856–1877) auf den Ausbau und die Förderung der theologischen Bildung und Wissenschaft als Grundlage der Seelsorge im Erzbistum. Gregor von Scherr nahm zudem am Ersten Vatikanischen Konzil teil.

### Weltkriege und Zeit des Nationalsozialismus
Unter Erzbischof Franziskus Kardinal von Bettinger (1909–1917) wurde die Seelsorge in der Großstadt München sowie für Arbeiter, Studenten, Soldaten und Jugend zum besonderen Schwerpunkt der kirchlichen Arbeit. In die Zeit seines Nachfolgers Michael Kardinal von Faulhaber (1917–1952) fiel die in München dramatische Auseinandersetzung mit dem Nationalsozialismus und der Zweite Weltkrieg. Bedeutend in dieser Zeit war auch das Wirken des für den katholischen Widerstand prägenden Jesuiten P. Rupert Mayer in München.

### Wiederaufbau und zunehmender Einfluss in der Gesamtkirche
In den Jahren des Wiederaufbaus von Land und Erzdiözese nach dem Krieg war es Erzbischof Joseph Kardinal Wendel (1952–1960), der 1960 den Eucharistischen Weltkongress in München ausrichtete. Unter ihm wurde die Katholische Akademie als Dialogforum zwischen Kirche und Gesellschaft gegründet.
Von 1961 bis 1976 leitete Julius Kardinal Döpfner das Erzbistum München und Freising. Er leitete als einer von vier Moderatoren das Zweite Vatikanische Konzil (1962–1965) und war ab 1965 Vorsitzender der Deutschen Bischofskonferenz. Im Erzbistum förderte er die Liturgiereform nach dem Konzil und war ein Wegbereiter der Ökumene. Ferner begründete er die Partnerschaft des Erzbistums mit den Diözesen Ecuadors.
Nachfolger Kardinal Döpfners war vom 28. Mai 1977 bis 15. Februar 1982 Joseph Kardinal Ratzinger, der von Papst Johannes Paul II. in die römische Kurie berufen und zum Präfekten der Glaubenskongregation ernannt wurde. Am 19. April 2005 wurde er als Benedikt XVI. selbst Papst.
Sein Nachfolger auf dem Stuhl des Münchner Erzbischofs wurde Friedrich Kardinal Wetter (1982–2007).
Am 30. November 2007 wurde Reinhard Marx zum Nachfolger von Kardinal Wetter als Erzbischof von München und Freising ernannt. Wetter blieb bis zur Inbesitznahme des Amtes durch Marx weiter als Apostolischer Administrator für das Münchner Erzbistum im Amt. Marx wurde am 2. Februar 2008, am Fest Mariä Lichtmess, im Liebfrauendom als Erzbischof von München und Freising eingeführt. Am 20. November 2010 wurde er zum Kardinal ernannt. Mit ihm wurde ein weiterer Erzbischof von München und Freising zum Vorsitzenden der Deutschen Bischofskonferenz gewählt.

### Untersuchungen zu sexuellem Missbrauch
Im Dezember 2010 veröffentlichten das Erzbistum und die von ihm beauftragte Rechtsanwältin Marion Westpfahl (10. September 1948 bis 16. August 2023) ein Thesenpapier zu den Ergebnissen einer von ihr durchgeführten umfassenden Untersuchung der Personalakten des Erzbistums bezüglich sexuellen Missbrauchs im Erzbistum München und Freising in der Zeit von 1945 bis 2010; sie berichtete unter anderem auch von vernichteten Akten und geht von einer erheblichen Dunkelziffer aus. Die Aktenvernichtungen sollen „nach Ablauf der kirchenrechtlich vorgesehenen zehnjährigen Frist“ erfolgt sein. Die Studie blieb unter Verschluss.
Im Januar 2022 wurde die 2020 in Auftrag gegebene WSW-Studie veröffentlicht. Über 497 Opfer und 235 Täter wurde darin berichtet. Nach der Veröffentlichung meldeten sich weitere Opfer. Am 26. Februar 2022 wurde bekannt, dass es einen staatsanwaltlichen Durchsuchungsbeschluss für das Erzbistum im Zusammenhang mit diesen Vorwürfen gab. Die Süddeutsche Zeitung berichtete, es habe eine „erste und schon lange überfällige Durchsuchung einer Staatsanwaltschaft mit richterlichem Durchsuchungsbefehl“ gegeben, die aber keine wesentlichen neuen Erkenntnisse zu Tage gefördert habe.

## Bischöfe, Fürstbischöfe und Erzbischöfe
Bedeutende Bischöfe des Bistums Freising waren u. a. der heilige Korbinian (724–730), Arbeo von Freising (764–784), der heilige Lantpert von Freising (937–957) sowie der selige Otto von Freising (1137–1158).
Traditionell wird der Erzbischof von München und Freising seit dem 19. Jahrhundert vom Papst mit der Aufnahme in das Kardinalskollegium geehrt.

## Diözesanheilige
Im Erzbistum München und Freising werden folgende Heilige und Selige besonders verehrt (in Klammern ist der jeweilige Gedenktag im Diözesankalender aufgeführt sowie die Angabe, ob es sich um ein Hochfest (H), Fest (F), einen gebotenen Gedenktag (G) oder einen nichtgebotenen Gedenktag (g) handelt):
- Johannes Nepomuk Neumann, Bischof, Glaubensbote (5. Januar – g)
- Vinzenz Pallotti, Priester, Ordensgründer (22. Januar – g)
- Paul Josef Nardini, Priester, Ordensgründer (27. Januar – g)
- Alto, Glaubensbote, Gründerabt von Altomünster (9. Februar – g)
- Edigna von Puch, Jungfrau, Einsiedlerin  (26. Februar – g)
- Kastulus, Märtyrer (26. März – g)
- Zeno von Verona, Bischof von Verona (12. April – g)
- Josef der Arbeiter (30. April, im Regionalkalender für das deutsche Sprachgebiet 1. Mai – g)
- Maria, Patronin von Bayern (1. Mai – H)
- Sigismund, König der Burgunder, Märtyrer (6. Mai – g)
- Maria Theresia von Jesu, Jungfrau und Ordensgründerin (9. Mai – G)
- Bonifatius, Bischof, Glaubensbote in Deutschland, Märtyrer  (5. Juni – F)
- Selige Märtyrer von Dachau (12. Juni) – g
- Benno von Meißen, Bischof von Meißen (16. Juni, in München H, in der restlichen Erzdiözese G)
- Quirinus von Tegernsee, Märtyrer (17. Juni, – H, nur im Bereich des alten Klosters Tegernsee)
- Irmengard, Äbtissin von Buchau und Frauenchiemsee (16. Juli – G)
- Batho von Freising, Priester in Freising, Glaubensbote (30. Juli – g)
- Afra von Augsburg, Märtyrerin in Augsburg (7. August – g)
- Karl Leisner, Priester, Märtyrer (12. August – g)
- Nonnosus, Abt von Sorakte (2. September – g)
- Magnus von Füssen, Mönch, Glaubensbote im Allgäu (6. September – g)
- Otto von Freising, Bischof von Freising (7. September – g)
- Notburga von Rattenberg, Dienstmagd in Eben/Tirol (11. September – g)
- Lantpert von Freising, Bischof von Freising (18. September – G)
- Emmeram von Regensburg, Bischof von Regensburg, Glaubensbote in Bayern, Märtyrer  (22. September – g)
- Rupert von Salzburg und Virgil von Salzburg, Bischöfe von Salzburg, Glaubensboten, (24. September – g)
- Kaspar Stanggassinger, Priester (26. September – g)
- Maximilian von Pongau, Bischof, Märtyrer (12. Oktober – g)
- Margareta Maria Alacoque, Ordensfrau (13. Oktober, im Generalkalender am 16. Oktober – g)
- Hedwig von Andechs, Herzogin von Schlesien (16. Oktober – G)
- Rupert Mayer, Priester (3. November – G)
- Martin von Porres, Ordensmann (5. November, im Generalkalender am 3. November – g)
- Bernhard Lichtenberg (5. November – g)
- Arsacius (13. November, nur im Einflussbereich von Ilmmünster – g)
- Marinus, Bischof und Anianus, Diakon, beide Glaubensboten in Bayern, Märtyrer  (15. November – g)
- Korbinian, Bischof in Freising, Glaubensbote (20. November, Hauptpatron der Erzdiözese – H)
- Hartmann von Brixen, Bischof von Brixen (12. Dezember – g)
- Sturmius, Gründerabt von Fulda (16. Dezember – g)

Als Fest wird zudem in der ganzen Erzdiözese der Jahrestag der Weihe der Metropolitankirche am 14. April begangen, in der Metropolitankirche selbst hat dieser Tag den Rang eines Hochfestes. Am dritten Sonntag im Oktober wird zudem als Hochfest des Jahrestags der Weihe in jenen Kirchen gefeiert, die ihren Weihetag nicht kennen.

## Bistumsgliederung
Das Erzbistum München und Freising gliedert sich in drei Seelsorgsregionen, denen jeweils ein Weihbischof als Bischofsvikar zugeordnet ist: Die Region Nord mit sieben Dekanaten, die Region München mit fünf Dekanaten und die Region Süd mit sechs Dekanaten.
Diese insgesamt 18 Dekanate umfassen 747 Pfarreien und Pfarrkuratien. Der Großteil davon (692) ist einem der insgesamt 220 Pfarrverbänden untergeordnet. Auf dem Gebiet des Erzbistums gibt es 746 Pfarrkirchen, 1.140 Filial- und Nebenkirchen sowie 1.406 Kapellen.

## Finanzen und Vermögen
Das Erzbistum war 2016 unter den Bistümern Deutschlands das vermögendste. Sein Vermögen umfasst 5,5 Milliarden Euro, doch zwei Fünftel davon hat das Bistum Stiftungen zugewiesen, die seinem Zugriff infolgedessen entzogen sind. Die Erträge dürfen nur für Seelsorge, Wohlfahrtspflege und Bildung verwendet werden. Die übrigen drei Fünftel verteilen sich zu 1,5 Milliarden Euro auf Immobilienvermögen, ebenso viel an Finanzanlagen sowie etwa 440 Millionen Euro an flüssigen Mitteln.
Der Generalvikar des Erzbistums, Peter Beer, forderte 2018 mehr Transparenz bei kirchlichen Finanzen. Das Bistum beteiligt sich in einem Ausgleichssystem als Geber an der Finanzierung anderer deutscher Bistümer. 2018 drängte Beer seine Amtskollegen zu einer genaueren und transparenten Finanzbuchhaltung und lehnt in dieser Hinsicht einen Sonderstatus kirchlicher Körperschaften ab. „Letztendlich ist Bilanz Bilanz. … Mir ist auch nicht bekannt, dass es katholische Geldscheine gibt, oder Rechenwerke, die bei uns anders funktionieren sollen. Es kann sein, dass sich Struktur oder Kultur der Kirche unterscheiden von anderen, aber was das Materielle angeht, da ist Plus Plus und Minus Minus. Und dann sollte man grundsätzlich auch danach verfahren.“ sagte Beer 2018 der Süddeutschen Zeitung.

## Personalstruktur
Zum 1. Januar 2019 wirkten im Erzbistum 576 Priester in der Seelsorge, 294 lebten im Ruhestand. 128 Männer arbeiteten als Diakone im Hauptberuf, weitere 49 im Zivilberuf. 326 Frauen und Männer waren im Erzbistum als Pastoralreferenten angestellt. Ferner arbeiteten 280 Frauen und Männer als Gemeindereferenten. Zudem gab es im Erzbistum 574 Religionslehrer im Kirchendienst. In Ordensgemeinschaften lebten insgesamt 1673 Ordensschwestern und 466 Ordensmänner.
Unter den mehr als 200.000 Ehrenamtlichen in den Pfarreien wirkten etwa 9.000 in Pfarrgemeinderäten und weitere 6.150 in Kirchenverwaltungen.
Die Zahl der kirchlichen Angestellten belief sich auf ca. 16.000. Darunter waren über 1.000 Lehrkräfte an den diözesaneigenen Schulen. Die Zahl der Mitarbeiter bei der Caritas belief sich auf ca. 20.000.

## Kirchliche Einrichtungen
Das Erzbistum München und Freising ist Trägerin von insgesamt 23 Schulen mit über 12.000 Schülern. Hinzu kommen sechs Schulpastoralzentren. In 443 Kindertageseinrichtungen der Erzdiözese und der Pfarreien werden etwa 34.000 Kinder betreut. Weiter gibt es 14 katholische Bildungszentren.
Die Zahl der von der Caritas und ihren Fachverbänden betriebenen sozialen Einrichtungen im Erzbistum beläuft sich auf ca. 1400, darunter 58 Alten- und Pflegeheime, 56 Sozialstationen, über 200 Behinderteneinrichtungen, mehr als 40 Kinderheime, 16 Jugendwohnheime und 25 Caritaszentren.
Weitere Einrichtungen:
- Archiv des Erzbistums München und Freising und Bibliothek des Metropolitankapitels München
- Diözesanmuseum Freising, das Diözesanmuseum der Erzdiözese in Freising.
- Erzbischöfliches Priesterseminar St. Johannes der Täufer
- Kirchengebäude im Erzbistum München und Freising
- St.-Antonius-Stiftung

## Wallfahrtsorte
| - Birkenstein (Fischbachau) - Heilig Kreuz und Mariä Himmelfahrt (Scheyern) - Maria Altenburg - Maria Brunn (Tittmoning-Ponlach) - Maria Eck (Siegsdorf) - Maria Eich (Planegg) - Maria Elend (Dietramszell) - Maria Gern (Berchtesgaden) - Mariä Heimsuchung (Ettenberg) - Mariä Heimsuchung (Kirchwald) - Mariä Himmelfahrt (Dorfen) - Mariä Himmelfahrt (Halfing) | - Mariä Himmelfahrt (Hohenpeißenberg) - Mariä Himmelfahrt (Tuntenhausen) - Maria Thalheim (Fraunberg) - Schwarzlack (Brannenburg) - St. Leonhard (Kreuth) - St. Leonhard (St. Leonhard am Wonneberg) - St. Maria (Ramersdorf) - Heilig Kreuz (Forstenried) - St. Maria (Thalkirchen) - Wallfahrtskirche St. Anna (Harlaching) - Weihenlinden (Bruckmühl) |

## Sonstiges

### Korbiniansfest und Jugendkorbinian
Seit mehr als 1000 Jahren wird auf dem Freisinger Domberg im November das Hochfest des Bistumspatron St. Korbinian gefeiert.
Für Jugendliche findet die sogenannte Jugendkorbinianswallfahrt statt, an der sich jedes Jahr bis zu 6.000 Jugendliche aus der ganzen Diözese beteiligen. Die Jugendkorbinianswallfahrt wird vom Bund der Deutschen Katholischen Jugend (BDKJ) und vom Erzbischöflichen Jugendamt (eja) veranstaltet.

### Struktur des BDKJ in der Diözese
Der Bund der Deutschen Katholischen Jugend (BDKJ) ist der Dachverband der katholischen Jugendverbände und vertritt die Interessen von Kindern, Jugendlichen und jungen Erwachsenen in der katholischen Jugendarbeit. In der Erzdiözese München und Freising gehören zum BDKJ sieben Mitgliedsverbände und eine Jugendorganisation: Die Katholische junge Gemeinde (kjg), die Kolpingjugend, die Katholische Landjugendbewegung (KLJB), die Deutsche Pfadfinderschaft Sankt Georg (DPSG), die Christliche Arbeiterjugend, die Schönstattmannesjugend (SJM), die Pfadfinderinnenschaft St. Georg (PSG) und der Ministrantenverband (MV) München und Freising. Als Spitzenverband vertritt er im Bereich Jugendpolitik die gesamte katholische Jugendarbeit des Erzbistums und somit rund 102.000 Jugendliche und junge Erwachsene.

### Münchner Kirchenzeitung und Münchner Kirchenradio
Neben den offiziellen Meldungen über die Pressestelle finanziert das Erzbistum die Münchner Kirchenzeitung und das Münchner Kirchenradio, um über kirchliche Ereignisse und Entwicklungen im Erzbistum München und Freising zu berichten. Das durch die Bayerische Landeszentrale für neue Medien lizenzierte Webradio ist seit November 2008 online.

### Partnerschaft mit der Katholischen Kirche in Ecuador
Die Erzdiözese München und Freising pflegt mit der Katholischen Kirche in Ecuador eine weltkirchliche Partnerschaft, deren Ursprünge bis auf das Zweite Vatikanische Konzil zurückgehen.